# Crescence de Hohenzollern-Sigmaringen
Crescence de Hohenzollern-Sigmaringen (en allemand : Maria Crescentia Anna Johanna Franziska Prinzessin von Hohenzollern-Sigmaringen), née le 23 juillet 1766 à Sigmaringen, et décédée le 5 mai 1844 au château de Holzen, douzième enfant et quatrième fille de Charles de Hohenzollern-Sigmaringen (1724-1785) et de Jeanne de Hohenzollern-Berg (1727-1787) est un membre de la Maison de Hohenzollern-Sigmaringen. Elle est dame chanoinesse de Buchau depuis 1769. Elle reçoit de son frère la seigneurie de (Kloster-)Holzen par contrat du 12 juin 1813.

## Mariage et famille
Crescence de Hohenzollern-Sigmaringen, enceinte, épouse en 1807 François-Xavier (Franz Xaver Nikolaus) Comte Fischler von Treuberg, né le 21 mai 1770 et mort à Holzen le 4 octobre 1835.
Deux enfants sont issus de cette union :
- N, né en 1807 ou 1808[4]

- Ernest (Ernst) Comte Fischler von Treuberg, né à Holzen le 1er juin 1810, mort à Holzen le 14 mai 1867, épouse à Munich le 17 avril 1843 Isabelle-Marie d'Alcantara-Brasileira, duchesse de Goiás, née le 23 mai 1824 à Rio de Janeiro, au Brésil, et décédée le 3 novembre 1898 à Murnau am Staffelsee, en Bavière, fille légitimée de l'empereur Pierre Ier du Brésil (1798-1834) et de sa maîtresse Domitila de Castro (1797-1867), marquise de Santos dont deux fils.